# Repelon

Localização de Repelon no departamento de Atlántico.

Repelon é um município da Colômbia no departamento de Atlántico.